# Kosovo Polje
Kosovo Polje (em sérvio:  Косово Поље, transl. Kosovo Polje; em albanês:  Fushë Kosovë) é um município no centro da Província Autônoma de Cossovo e Metóquia, localizado no Distrito de Kosovo, sendo de jure parte da República da Sérvia.
Sua população é de 39 948 habitantes.

## Geografia
Kosovo Polje é um município situado no centro da planície do Kosovo, com uma área de 95 km² e 18 assentamentos. A cidade está situada entre Pristina no leste, Obiliq no norte, Gračanica no sul e Glogovac no oeste. Consiste em 18 assentamentos. Está localizado na zona de intersecção de estradas importantes para o transporte, como a ferrovia que liga Kosovo Polje à Escópia e Kosovska Mitrovica, que depois se liga a estradas internacionais. Além disso, está localizado no cruzamento de importantes rodovias.

## História
Kosovo Polje foi nomeada a partir do planície do Kosovo localidade de Kosovo que foi palco da Batalha do Kosovo, em 1389, quando as forças unificadas dos sérvios e montenegrinos (povos cristãos eslavos dos Bálcãs ocidentais) foram derrotadas pelas tropas do Império Otomano. A batalha teve consequências importantes, pois garantiu o domínio turco sobre a região pelos cinco séculos seguintes.
O assentamento de Kosovo Polje foi estabelecido em 1921 durante o Reino da Iugoslávia.